# Radošovice (district de Benešov)
Pour les articles homonymes, voir Radošovice.
Radošovice (en allemand : Radoschowitz) est une commune du district de Benešov, dans la région de Bohême-Centrale, en Tchéquie. Sa population s'élevait à 385 habitants en 2020.

## Géographie
Radošovice se trouve à 5 km au nord-nord-ouest de Vlašim, à 14 km à l'est-sud-est de Benešov et à 49 km au sud-est de Prague.
La commune est limitée par Bílkovice et Slověnice au nord, par Libež à l'est, par Ctiboř au sud-est, par Vlašim au sud, et par Chotýšany à l'ouest.

## Histoire
La première mention écrite de la localité date de 1318.